# Tabor treh ognjev
Tabor treh ognjev je fantazijska zgodba izdana v treh delih. Govori o magičnem svetu Sinkar ljudstva. Napisala jo je Maja Ravnikar Zabukovšek.

## Obnova

### Prvi del
Jenny živi v sirotišnici, odkar jo je zapustil oče. Njen najboljši prijatelj je James. Oba otroka sta uporniška in pogosto nagajata upravnici sirotišnice, gospe Wilson. Med poletno nočjo mesto Craven Arms napadejo nadnaravna bitja, sence, in ga požgejo do tal. Jenny in James sta prisiljena pobegniti v gozd, tam James pokaže Jenny senco, ki jo je ujel v plastenko. Nihče od njiju še nikoli ni videl česa takega. Ponoči Jenny sanja neznano žensko, po imenu Sarabella, ki ji pove, da mora iti na jug in Jenny jo uboga. Naslednji dan ugotovita, da sta se izgubila v gozdu in skoraj izstradata do smrti. Zatočišče za en dan najdeta pri kmečki družini, nato pa jo okradeta in pobegneta v večje mesto. Nekaj časa živita kot potepuha, hrano kradeta, spita pa v različnih skladiščih in praznih hišah, nato ju čez nekaj časa najde Polh in jima v obliki gospoda Whistlerja ponudi službo. Jenny in James mislita, da je gospod Whistler Polh, vendar pa on to zanika. Polh še vedno ostaja neznan, Whistler pa naj bi bil samo njegov poslanik. Odpeljejo ju v njuno novo stanovanje, tam pa poskušata ubiti senco iz plastenke. Senca uide nadzoru in popraska Jenny, nato pa se brez razloga raztrešči na kose. Bitje ni mrtvo in se začne sestavljati, zato ga Jenny in James pospravita nazaj v plastenko. Jenny mora zaradi poškodb v bolnišnico. Tam pozdravi deklico izgube spomina, ne da bi se tega sploh zavedala.

### Drugi del
Gospod Whistler naroči Jenny in Jamesu, naj vdreta na policijsko postajo in ukradeta neke dokumente. Pri dejanju ju zalotijo in strpajo v ječo, potem pa ju glavni policist brez razloga spusti. Še istega dne pobegneta iz mesta, tako da skočita na ciganski voz. Cigana Peter in Raina kmalu ugotovita, da prevažata slepa potnika in ju povabita, naj potujeta z njima. Peter nikoli ne govori z njima, saj je zavezan k tišini; sme se pogovarjati samo s svojim partnerjem. Jenny pa se zdi, da je na Petru marsikaj čudnega, saj jo opazuje z nenavadnim pogledom. Za rojstni dan (12. december) ji podari zgodovinsko knjigo, v kateri Jenny prebere zgodbo on Sinkar ljudstvu. Takrat se spomni, da ji je oče povedal natanko isto zgodbo in ji podaril verižico, zadnjič ko ga je videla. Takrat je bila še komaj otrok. Peter in Raina nato sredi noči in sredi gozda pustita Jenny in James sama, rekoč, da bo tam zanju najvarneje. Šele kasneje se izkaže, da je v bližini Tabor treh ognjev, šola za magične otroke, kamor ju povede govoreči maček, Bacci. Bacci ju tudi ovoha in oznani, da je Jenny potomka Sinkar ljudstva in ima magične moči. Ko Jenny pove, da je hči Arthurja Swana, maček šele ugotovi, s kom ima opravka. Jenny pa izve, da je njen oče živel skrivno življenje in je bil Sinterjev osebni svetovalec ter vojaški poveljnik. Iste noči Jenny in James spoznata strašljivo ravnateljico in njenega pomočnika, Sebastiana, ter prespita v večnamenski stavbi, ki je za nameček še živa. Naslednje jutro ju Emil, učenec tabora, pelje izpolnit vpisnico in jima razkaže okolico. Jenny in James mu povesta, da imata v nahrbtniku senco, oziroma stina, kot bitje imenujejo na taboru, in Emil ju izda ravnateljici. Kaznovana sta z zlaganjem starih dokumentov, saj je stin izjemno nevarno bitje. Popoldne istega dne ju Emil predstavi prijateljem rdečega ognja, kamor tudi on sam pripada. Zraven je še nekaj pripadnikov zelenega ognja in skupaj se gredo sankat ter kepat. James pa se usede na rob Velikega Soškega jezera, po katerem se drsa Rozala, ki je pripadnica zelenega ognja. Emil pove Jenny in Jamesu, da je Rozala hči zadnjega Sintra (Ann Mary) in zadnjega Karnija (Gregorija), James pa ne razume, zakaj je to tako zanimivo. Jenny mu obljubi, da mu bo posodila knjigo, v kateri vse piše. Jenny se dobro ujame s pripadniki rdečega ognja, nato pa spozna Leeja Russlla, ki je v vijoličnem ognju. Srečanje je kasneje povod za vsako prepiranje, ki nastane kasneje med njima. Jenny in James morata opraviti preizkus, ki tradicionalno poteka na silvestrovo. Jenny je dodeljena v rdeči ogenj, James pa v zelenega. Jenny izve tudi svoj urnik, kdo je njen razrednik, v kateri sobi bo stanovala in kakšni sta njeni primarni moči, Emil pa ji razloži, da bo začela obiskovati kar tretji letnik s svojimi vrstniki, vendar bo morala imeti dopolnilne ure, da bo lahko nadoknadila za prejšnji dve leti. Isto je veljalo za Jamesa. Naslednjega dne zamudi na prvo uro pouka. Nova razredničarka, Natasha Tremblay, jo zaradi tega močno okrega. Kasneje spozna Charlotte Maroon, ki bo njena sostanovalka v rdečem domu in ji pomaga se preseliti po pouku. Potem ji pove, da je izrazita Sinterjeva potomka, ker je bil tudi njen oče. To ne pomeni nič drugega, kot to da ima v sebi malo več dobrega kot pa večina drugih potomcev Sinkar ljudstva. Lee podtakne Jenny v posteljo ličinko kalarja, zaradi katere Jenny dobi strašne izpuščaje.

### Tretji del
Pri pouku se začnejo učiti obvladanja Sile, v kateri Jenny postane najboljša v generaciji. Kmalu zboli tudi profesorica Denver, ki uči telesno obrambo in napad, nadomesti pa jo Sebastian. Jenny in James morata jemati dopolnilne ure pri Anyi, ki je starejša učenka tabora. Jenny izve, da je bila Anya nekoč v Tannerju, suženjski tovarni, ki jo ima v lasti novi Karni, vendar se zaradi uroka ne spominja, kje je. Na taboru oznanijo, da bodo dobili obisk. Pratelsky Pan in Polh s hčerko naj bi vsi v kratkem prispeli na tabor. Ni dvoma, da je Polh isti, ki sta ga Jenny in James spoznala v mestu. Ko pa naposled le prispejo, se izve, da je Polh bil vseskozi gospod Whistler. Jenny dobi povabilo gospoda Whistlerja na čajanko, na kateri ji razloži, zakaj se je zanimal zanju v mestu in s čim se ukvarja. Judith, Jennyjina in Charlottina sostanovalka, povabi Jenny in Charlotte za poletne počitnice k sebi domov. Obe sprejmeta povabilo in ugotovita, da je Judith izjemno bogata. Njeni starši so svetovni prvaki v streljanju, kar pa jima da zelo malo časa, da bi se ukvarjala s svojo hčerko. Ko se vrnejo na tabor, James pove Jenny, da odhaja. To Jenny zelo prizadene, kasneje iste noči pa jo nekaj udari po glavi. V stanju nezavesti sanja Sarabello, ki ji pove, da je Jamesa ugrabil Karnijev vohun in da ga mora rešiti. Jamesov ugrabitelj bo poskušal zvečer vdreti v ravnateljičin sef, v katerem hrani zemljevid tabora. Zbudi se v ambulanti. Družbo ji dela samo Rozala, ki skrbi zanjo. Izve, da je bil gospod Whistler umorjen in da preiskujejo, kaj se je zgodilo. Rozala ji pove, da jo je hišnik našel nezavestno in jo pripeljal k zdravniški pomoči. Jenny ga tistega dopoldneva obišče in se mu zahvali, saj ji je verjetno rešil  življenje. Potem poišče Leeja in ga prepriča, naj ji pomaga pri Jamesovim reševanjem. Zbere še druge prijatelje iz rdečega doma in jim pove, da bodo rešili Jamesa. Ko doda, da jim bo pomagal Lee, Ashley, Emilovo prijateljico, raznese od jeze in skoraj skuri dnevno sobo. Njena primarna moč je obvladovanje ognja, toda ne obvlada ga še dovolj dobro. Dobijo se istega dne zvečer, Jenny in Lee vdreta v ravnateljičino pisarno, ostali pa čakajo zunaj, če bi Karnijev vohun slučajno pobegnil. Jenny in Lee ugotovita, da je hišnik, oziroma Keern, tisti, ki je ugrabil Jamesa. Keern se pred njima pohvali z vsemi svojimi grehi, ki jih je opravil na taboru. Lee mu prebere misli in izve, kje je James, ter reši Jenny, ki bi jo Keern skoraj ubil s Silo. Keern pobegne skozi okno, Jennyjini prijatelji pa mu sledijo. Keern je vedel, da ga bodo čakali zunaj, zato je nanje postavil urok, zaradi katerega se ne bi mogli premakniti. Toda Charlotte, ki je na začetku nameravala iti v pisarno in pomagat Jenny in Leeju, ugotovi, kako se rešiti uroka, še preden Keern skoči skozi okno. Jenny in Lee odideta rešit Jamesa, ki je bil v hišnikovi koči v kleti zvezan, a živ. Kasneje se morajo vsi udeleženi v dogodku zglasiti pri ravnateljici. Tam Jenny izve, da je Anya bila tista, ki je ujela Keerna, ki je že skoraj ušel. Povedali so ji tudi, da se je Keernu zmešalo, kot posledica nekega uroka, ki ga je Karni postavil nadenj za lastno zaščito. James pove, da je bil priča Whistlerjevemu umoru, in da ga je zato Keern ugrabil. Zgodba se konča na proslavi ob zaključku šolskega leta. V zadnjem poglavju se spremlja pogovor med (domnevno) Karnijem in njegovim sinom. Identitete teh dveh oseb niso razkrite.

### Zgodba o Sinkar ljudstvu
Zgodba o Sinkar ljudstvu govori o tem, kako so nastali. Bogovi so ustvarili dva človeka, ki sta postala vodji. Eden je bil dober (Sinter) in drugi slab (Karni). Skrbela sta, da je tehtnica dobrega in zla bila vedno v ravnotežju. Imela sta nadnaravne moči in te moči so podedovali tudi njuni otroci. Linija magičnih otrok se je razširila po celem svetu, saj so tudi njuni otroci imeli otroke in tako dalje. Ko sta se postarala in umrla, so na njuno mesto prišli njuni otroci. Vedno sta bila vladarja en Sinter in en Karni. Zadnja Sinter in Karni sta bila Ann Mary in Gregorij. Najprej je Gregorij umoril Ann Mary, potem pa je on sam umrl, saj je hotel dobiti Ann Maryjino moč, ki se je obrnila proti njemu in ga ubila. Nihče od njiju ni imel otrok, ki bi lahko nasledili njune funkcije. Bila je samo Rozala. Rozala pa ni mogla postati hkrati Sinter in hkrati Karni, saj moč oblasti ni smela biti v rokah samo enega posameznika. Če bi poskušala postati Karni in Sinter, bi jo verjetno ubilo. Kasneje istega dne se je odkril nov Karni. Nihče ne ve, kdo je, jasno je samo to, da obstaja in da se je tehtnica brez Sintra prevesila na zlobno stran. Istega dne je Arthur Swan prestavil Rozalo, šestletno deklico, na tabor in se zvečer še zadnjič poslovil od svoje hčere.

## Osebe
Jenny (Lilliana) Swan je glavna junakinja in pripovedovalka zgodbe. Oče jo je zapustil pri petih letih in vse, kar ji je ostalo od njega, je verižica. Pri preizkusu je dodeljena v rdeči dom, saj je pogumna, vročekrvna in pogosto nepremišljena, njeni primarni moči sta pa zdravljenje in povezanost z naravo. Talentirana je za obračanje Sile, magične energije, pri predmetih, pri katerih bi se pa morala učiti, ji gre pa bolj slabo. Postane simbolična vodja rdečega ognja in pogosto organizira potegavščine - še posebej tiste, ki se tičejo vijoličnega ognja.
James Moore je Jennyjin najboljši prijatelj. Rad bere knjige in je bolj umirjen. Nima posebnih moči, zato ga Charlotte imenuje štoplc, se je pa nekaj energije, ki jo je odsevala Jenny, prisesalo nanj, kar mu omogoči vstop na Tabor treh ognjev. Ima zelo razvit šesti čut - v težkih situacijah ve, kaj je prav. Ima lahko velik vpliv na mlada dekleta, kar pa nima nobene zveze z magijo, temveč s tem, da je precej postaven.
Whistler/Polh se najprej pretvarja, da ni Polh. Jenny in James sta na začetku mislila, da je vodja mafijske tolpe, kasneje pa izvedela, da ima v lasti samo neko podjetje. Je prijazen in dobrodušen. Ima hčerko Neyo, s katero se ne razume najbolje, in je veliki zaupnik tabora. Keern ga v tretjem delu ubije z magično vrvjo.
Natasha Tremblay je Jennyjina razredničarka. Zelo stroga ženska ne dopušča nespoštljivega obnašanja ali potegavščin. Ima zelo trdna in moralna načela.
Ravnateljica/Buffalo Woman je ravnateljica Tabora treh ognjev. Že na videz vedno prestraši, vendar je v resnici poštena ženska, ki se ravna po razumu.
Charlotte Maroon je Jennyjina sostanovalka v rdečem domu in prijateljica. Zelo je zavzeta za pouk in se rada uči. Njeni magični moči sta barvanje in logično razmišljanje.
Lee Russell je pripadnik vijoličnega ognja in Jennyjin sošolec. Z Jenny se spre še preden je razvrščena v rdeči ogenj. Njegov najboljši prijatelj je Freender, njegovi magični moči pa sta branje misli in premikanje stvari z mislimi. Zaradi svojega karakterja je simbolični vodja vijoličnega ognja.
Rozala Sankovski je hči zadnje Sinter in zadnjega Karnija, kar pomeni, da ima v sebi dobro in slabo polovico. Vendar pa se izraža samo dobra polovica. Je pripadnica zelenega ognja, njeni moči sta spreminjanje snovi in umske sposobnosti. Na taboru in tudi drugod je izjemno ljubljena. Kot otrok je živela na kmetiji, saj jo je mama poskušala skriti pred očetom. Na dan ko sta oba njena starša umrla, je ponjo prišel Arthur Swan in jo odpeljal na tabor. Tudi ona je šele takrat izvedela, da ima magične moči. Njen pomemben položaj v Sinkar zgodovini ji omogoča funkcijo simbolične vodje zelenega ognja.
Sarabella je oseba, ki jo Jenny večkrat sanja v svojih sanjah. Usmerja jo, kam mora iti, in ji pomaga pri različnih težavah. To, da jo Sarabella posredno pripelje do tabora in ji pove, da je James ugrabljen, da Jenny misliti, da je veliko več kot samo sanje. Charlotte še posebej pa misli, da je Sarabella duh iz preteklosti in nič drugega.
Hišnik/Keern je Karnijev vohun na Taboru treh ognjev, čeprav se sprva ne zdi tako. Je sicer čuden, vendar pa Jenny odpelje v ambulanto, ko jo nekdo udari v glavo. Kasneje se izkaže, da je bil on sam ta nekdo, rešil pa ji je življenje, ker je v njem vzbudila zanimanje. Istega večera je tudi on ubil gospoda Whistlerja in ugrabil Jamesa, saj je bil priča dogodku. Ko ga Jennyjini prijatelji ujamejo, se mu zmeša. Karni je nanj postavil urok, ki prepreči Keernu, da bi izdal Karnijeve skrivnosti.

## Ognji

### Preizkus
Preizkus je poseben ritual, ki ga morajo novinci na taboru opraviti na silvestrovo. V tem preizkusu izvedo, kateremu domu pripadajo, katere so njihove primarne moči, kdo bo njihov razrednik, v kateri sobi bodo prebivali in svoj urnik. Vsako leto je drugačen, po navadi pa ima kaj opraviti z ognjem. Pouk se začne takoj naslednjega dne. Jenny in James sta morala stopiti v ogenj, ki se je pobarval v barvo njunega doma. Čeprav ju ni ožgalo, sta morala pokazati veliko merico poguma, da sta stopila v velikanski kres, ki je bil videti zelo resničen.

### Rdeči ogenj
Lastnosti pripadnikov rdečega ognja so ognjevitost, nepremišljenost in pogum. Čeprav so zelo podobni vijoličnemu, so v nenehni vojni z njimi. Njihov dom leži nekaj metrov stran od Velikega Soškega jezera, v njihovi neuradni lasti pa je tudi pomol. Tam se veliko učencev tabora rado kopa v poletnem času. Imajo tudi teraso, s katere je Jenny nekoč pobegnila, in dnevno sobo za druženje. Jenny je njihova simbolična vodja.

### Vijolični ogenj
Pripadniki vijoličnega ognja so premišljeni, ognjeviti in urejeni. Lee je njihov simbolični vodja.

### Zeleni ogenj
Znani so kot mirni, zbrani in pošteni. Redko se vtikajo v vojno med rdečim in vijoličnim, zato so prijatelji z obema. V njihovem domu je tiho in mirno. Rdeči in vijolični ogenj pa včasih ne preneseta njihove nevtralnosti. Rozala je njihova simbolična vodja.